# Мужская сборная Танзании по хоккею на траве
Мужская сборная Танзании по хоккею на траве — мужская сборная по хоккею на траве, представляющая Танзанию на международной арене. Управляющим органом сборной выступает Ассоциация хоккея на траве Танзании (англ. Tanzania Hockey Association).
Сборная занимает (по состоянию на 6 июля 2015) 74-е место в рейтинге Международной федерации хоккея на траве (FIH).

## Результаты выступлений

### Олимпийские игры
- 1908—1976 — не участвовали
- 1980 — 6-е место
- 1984—2012 — не участвовали

### Мировая лига
- 2012/13 — не участвовали
- 2014/15 — ?? место (выбыли в 1-м раунде)

### Всеафриканские игры
- 1987 — 6-е место
- 1991—2003 — не участвовали

### Чемпионат Африки по хоккею на траве
- 1974 — не участвовали
- 1983 — 4-е место
- 1989—2013 — не участвовали